# بررسی بمباران استراتژیک ایالات متحده

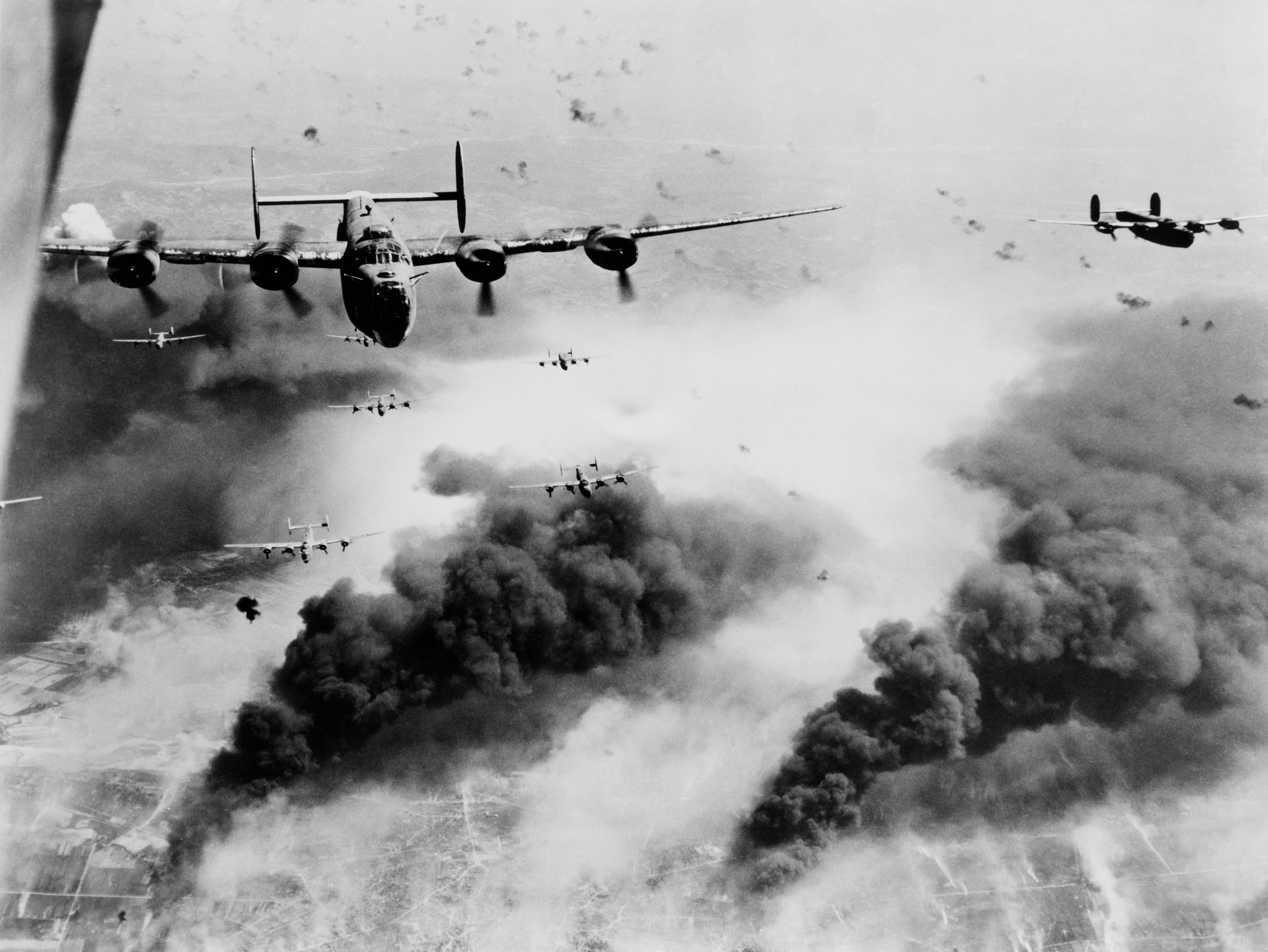
بمب افکن های آمریکایی کانسالیدیتید بی-۲۴ لیبراتور به یک پالایشگاه نفت رومانیایی حمله کردند، مه ۱۹۴۴

بررسی بمباران استراتژیک ایالات متحده (انگلیسی: United States Strategic Bombing Survey)، یک گزارش مکتوب بود که توسط هیئتی از کارشناسان گردآوری شده بود تا ارزیابی بی‌طرفانه‌ای از تأثیرات بمباران راهبردی انگلیسی-آمریکایی آلمان نازی در طول جبهه اروپا جنگ جهانی دوم ایجاد کند. پس از انتشار گزارش در سال 1945، اعضای سروی سپس توجه خود را به تلاش‌های جنگی علیه امپراتوری ژاپن در طول جنگ اقیانوس آرام معطوف کردند، از جمله بخش جداگانه‌ای در مورد استفاده اخیر از جنگ‌افزار هسته‌ای در بمباران اتمی هیروشیما و ناگاساکی
در مجموع، این گزارش ها شامل 208 جلد برای اروپا و 108 جلد دیگر برای اقیانوس آرام بود که شامل هزاران صفحه است. نتیجه گیری گزارش ها به طور کلی در مورد کمک های بمباران استراتژیک متفقین به سوی پیروزی مطلوب بود.
این نظرسنجی در مورد قدرت هوایی متفقین گفت که «در جنگ اروپای غربی تعیین‌کننده بود. نگاهی به گذشته ناگزیر نشان می‌دهد که ممکن بود از برخی جهات به طور متفاوت یا بهتر به کار گرفته شود. با این وجود، تعیین‌کننده بود. در هوا، پیروزی آن کامل بود. در دریا، سهم آن، همراه با قدرت دریایی، به بزرگترین تهدید دریایی دشمن - زیردریایی - پایان داد؛ در خشکی، به تغییر چشمگیر اوضاع به نفع نیروهای زمینی متفقین کمک کرد.»

## Further reading
- United States Strategic Bombing Survey. Over-All Report (European War). Washington: Government Printing Office, 1945.
- United States Strategic Bombing Survey. The Effects of Strategic Bombing on the German War Economy. Washington: Government Printing Office, 1945.
- United States Strategic Bombing Survey.  The Defeat of the German Air Force. Washington: Government Printing Office, 1947.
- United States Strategic Bombing Survey. The Effects of Strategic Bombing on German Transportation. Washington: Government Printing Office, 1947.
- Morale Division, United States Strategic Bombing Survey. The Effect of Bombing on Health and Medical Care In Germany. Washington: Government Printing Office, 1947.
- Wesley F. Craven and Cate James Lea. The Army Air Forces in World War II. 8 vols. Chicago: University of Chicago Press, 1948–1958. Official AAF history.
- Sir Charles Webster and Noble Frankland. The Strategic Air Offensive against Germany. 4 vols. London: Her Majesty's Stationery Office, 1961. Official British history.
- Lee Kennett. A History of Strategic Bombing. New York: Scribner's, 1982.
- Alfred Mierzejewski. The Collapse of the German War Economy, 1944–1945. Chapel Hill: University of North Carolina Press, 1987.
- Alan J. Levine, The Strategic Bombing of Germany, 1940–1945 (1992) بایگانی‌شده  در ۲۰۱۲-۰۷-۱۶ توسط Wayback Machine
- Gentile, Gian P. (1998). Advocacy or Assessment?: The United States Strategic Bombing Survey of Germany and Japan. Palo Alto: Stanford University.